# 唐装

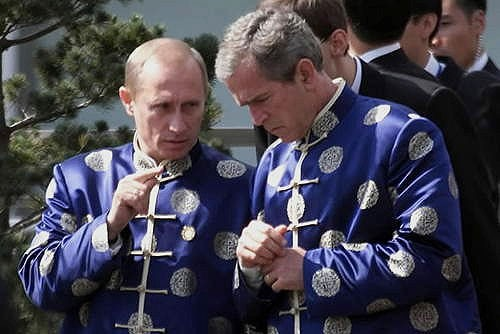
2001年APEC會議時，俄國總統普京與美國總統小布什穿著新唐裝

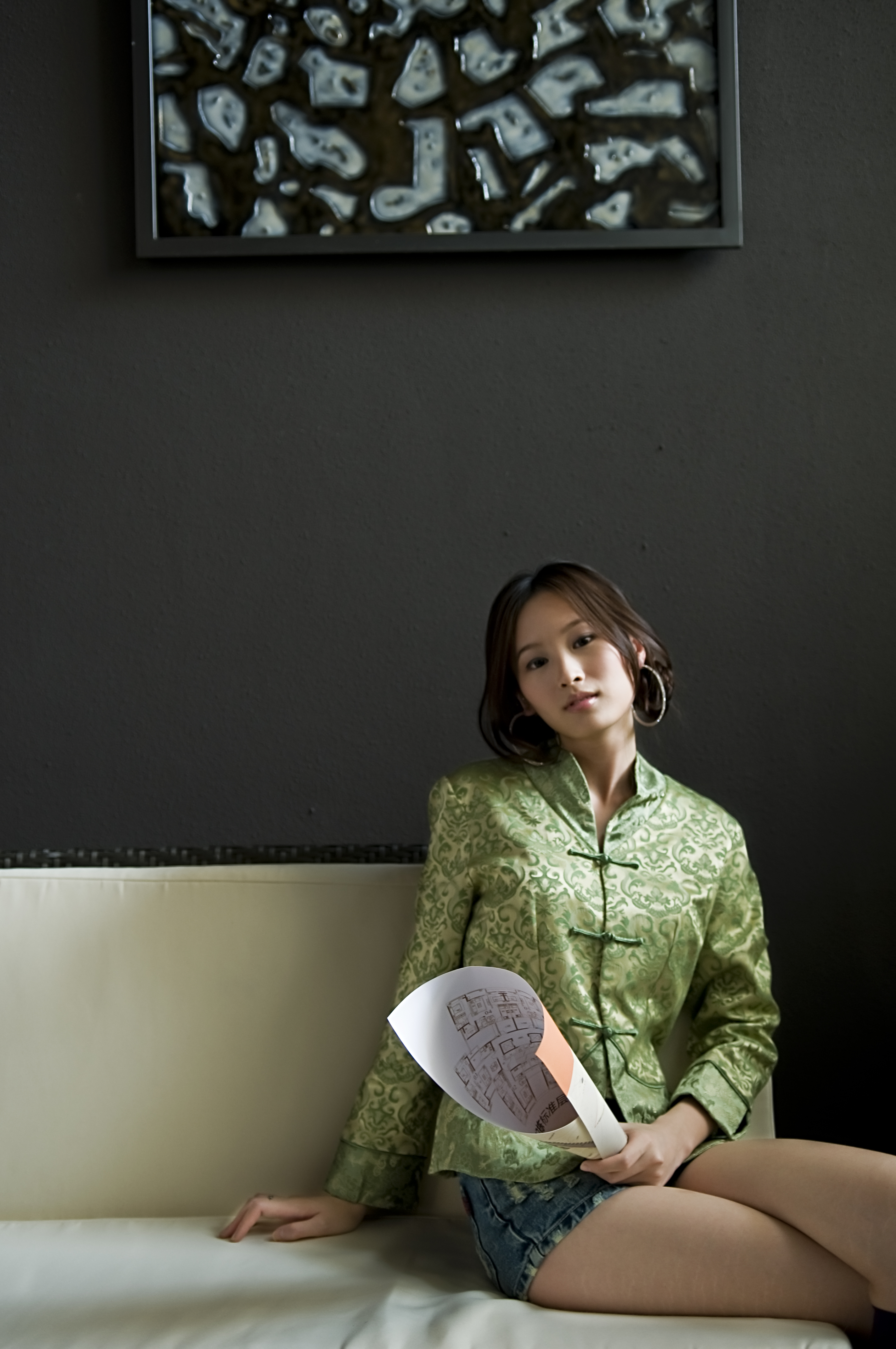
着唐装搭上熱褲的模特兒

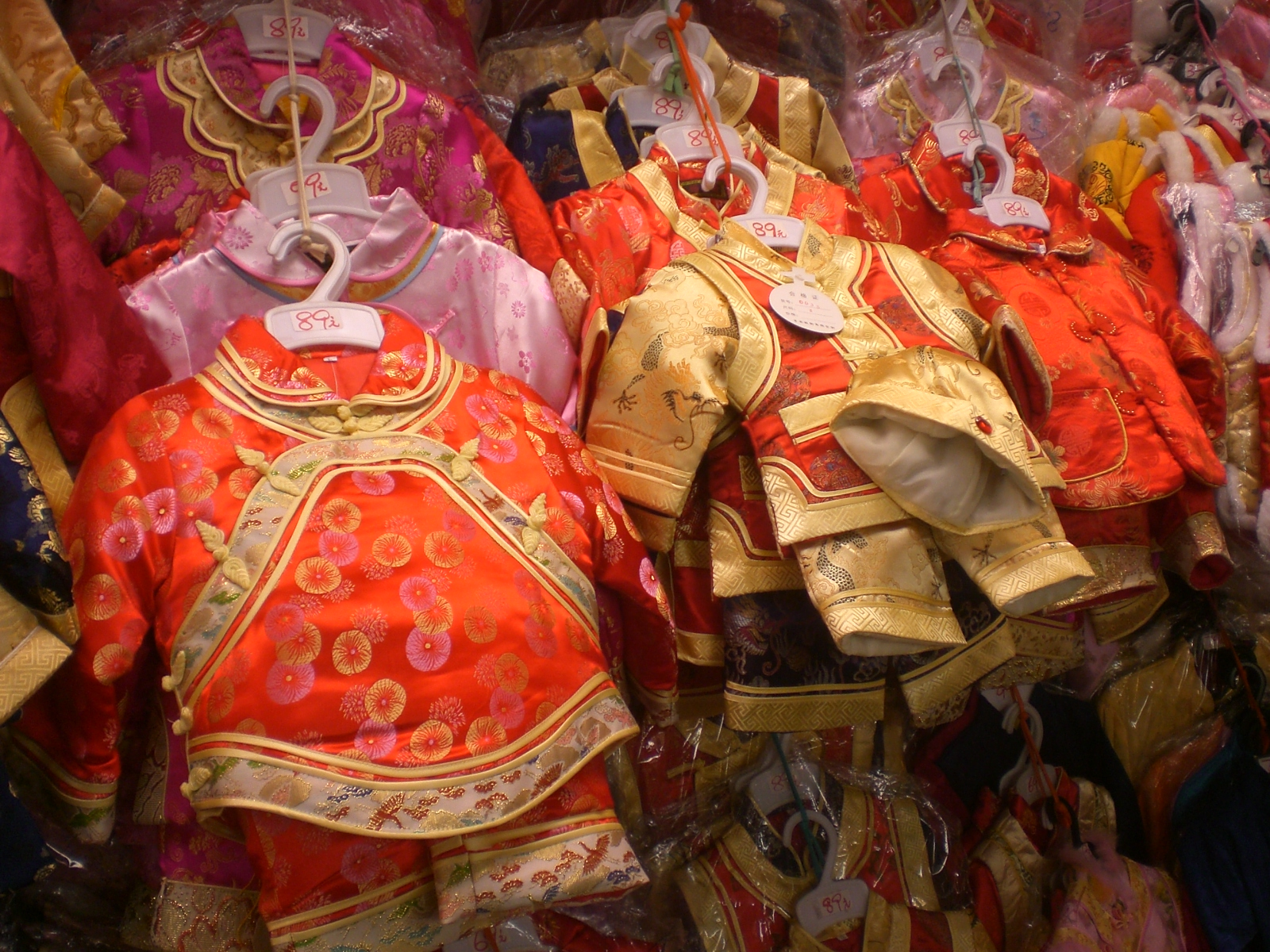
市面售賣的兒童唐裝

唐装，台灣又稱漢衫、唐山衫，是清代至現代华人的一種傳統服飾。特点是立领及盘扣，1950年代之後，一些唐裝又吸收了一些西式裁剪的特点，例如立體剪裁、在肩膀部接袖等。港澳、台灣所指的唐裝包括男裝的長衫，男女通用的對襟衫、大襟衫等等。

## 辭源
唐装一词，早年为海外华人所创。在中国历史上，唐代的强盛声名远播，外国人常稱中國人為「唐人」。特别是广东、福建的華僑也常常自豪地自稱为唐人，華人居住區稱為「唐人街」。此词原在欧美华人社区以及港澳地区较为流行。
唐装這一概念原本有兩層含義，一是指唐代人的服裝；二是指西風東漸後與「西服」相對的「中式服裝」。其第二種含義可能與涉及海外華人的「唐人街」、「唐人」等概念有關，主要是指被海外認知的“中式服裝」。而自從在2001年10月21日上海APEC領導人非正式會議上，有一套經過重新設計的「中式服裝」一經正式亮相，唐裝一詞就具有有了新的第三層含義，亦即專指那套經過重新設計、並迅速在海內外華人社會中流行開來的「中式服裝」。清华大学美术学院教授袁杰英指出，唐装不是唐朝服装的发展，而是满族服装的延续和改良。
中國人民大學清史研究学者丁超认为當今唐装是從明代對襟衣、罩甲以及清朝時期的馬褂发展而来。
相關服裝在有關文獻、書籍和報章亦被稱之為漢族服飾「漢服」：
清光緒時期地方志《大通縣乘帙稿》記載部份土人穿著「漢服」，為清代漢人服飾；民國時期史學家張廷休：「今日苗夷的男子大都是穿漢服能說漢話。」；《馬關縣志·風俗志》也以「漢服」一詞指這類服裝；藏族學者桑熱嘉措亦提到自己身穿「漢服」；人民日報：「中國北京市代表團送上了專門為他設計的一套漢族對襟衣衫。傳達中華人民共和國國慶時，小于蓮便身著漢服（馬褂）迎接四面八方客人"」。《藏族近代职业教育论析》一文以及《臺灣早期漢人傳統服飾》等文獻和書籍中，「漢服」一詞都等同唐裝。

## 源流
清康熙時期學者曹庭楝將馬褂的淵源上溯到隋朝的貉袖，乾隆時期趙翼亦將馬褂的歷史進前至漢魏時期的半袖。郝懿行认为罩甲，對襟衣和馬褂可被視為同一事物，「類同一狀」，顧炎武亦將襟衣等同罩甲。到了清末正式將史籍中的貉袖等同於時俗所稱的馬褂和當代典章中的行褂：“近歲衣制有一種如旋襖，長不過腰，兩袖僅掩肘，名曰貉袖。聞起於禦馬院，短前後襟者，坐鞍上不妨脫；著短袖，以其便於控馭。耳今士大夫亦服之“餘按：今世所行馬褂，殆與此類汪芙生”。松煙小錄“云：“揣曾氏說與今日行褂正相似”，“會典行褂長與坐齊，袖長及肘，用石青色”。

## 相近時期的服飾

### 大襟衫
大襟衫由襖演變而成，延續了漢族傳統的右衽開襟特徵。

### 秀禾裝
「秀禾裝」即清末民初流行的襖裙樣式，特點是元寶領、厂字襟，綴上花扣，衣身較舊有的大襟衫窄，裙子亦縮短。這類服飾在民初時作為女學生的校服之用，而「秀禾裝」一名來自電視劇《橘子紅了》女主角秀禾的造型。

### 海派旗袍
由红帮裁缝所創，特點是收腰、貼身，顯露女性身材曲線，亦為厂字襟，綴上花扣。由男式長衫演變而成。

### 現代馬褂
2001年APEC會議在中國上海市舉行，东道主中共中央总书记江泽民以“唐裝”的名义赠给各与会国元首、為代表中国式样的服装，乃由服装设计师余莺所设计，最初取名为“新唐装”
。為西式立體剪裁服裝。

## 圖库

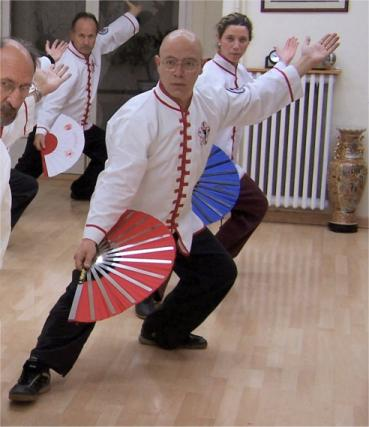
穿唐裝耍太極
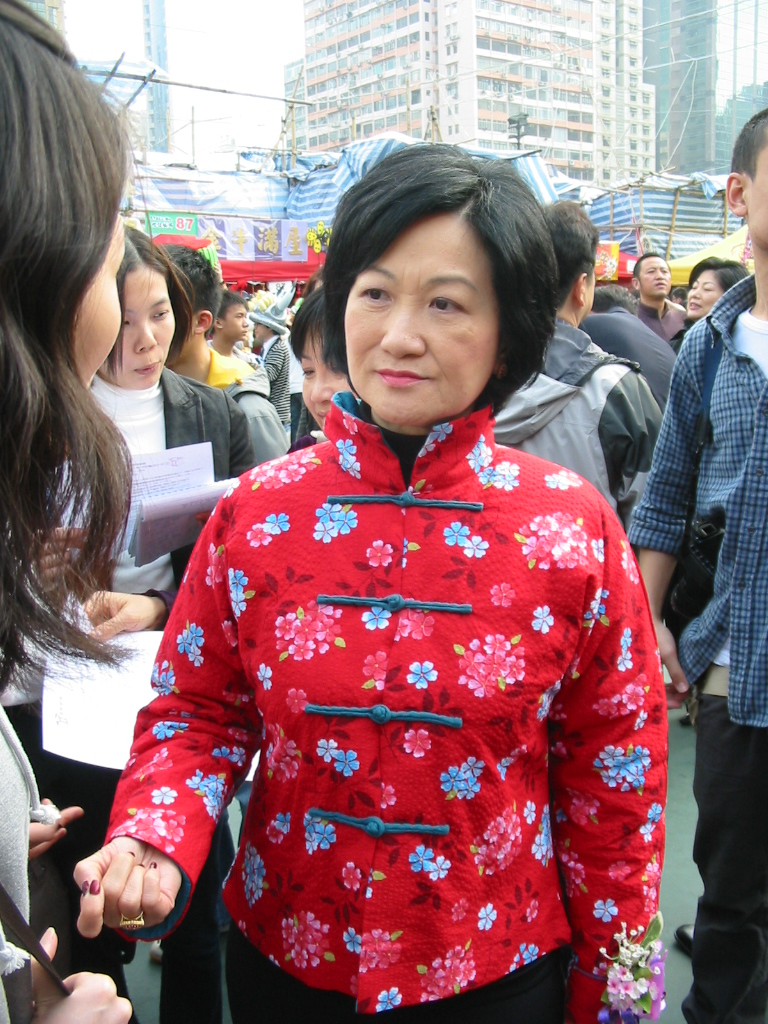
穿唐裝的葉劉淑儀，於2009年農曆新年花市
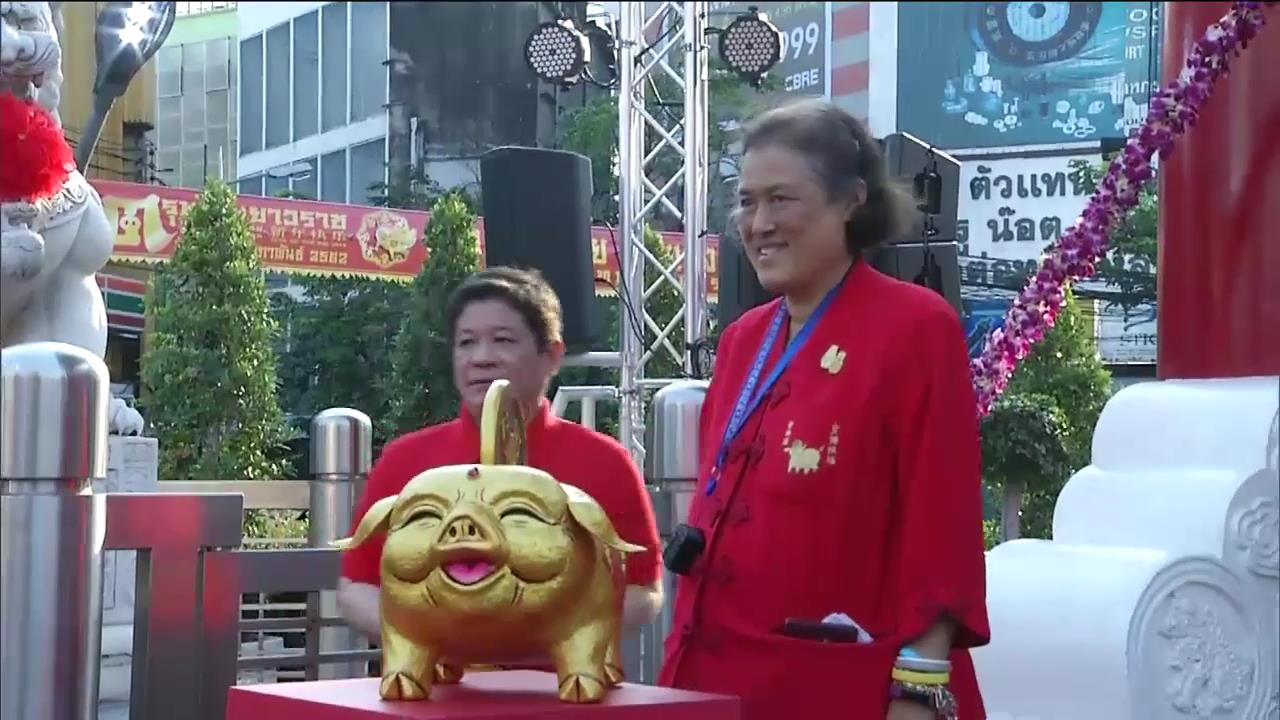
穿唐装的诗琳通公主，于2019年春节出席典礼
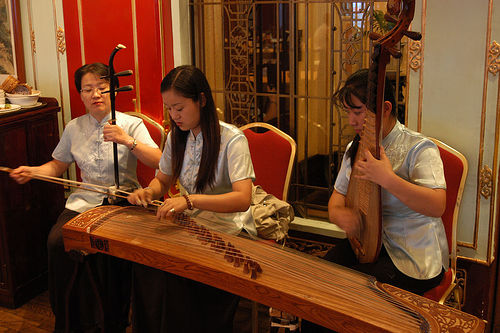
穿唐裝演奏國樂
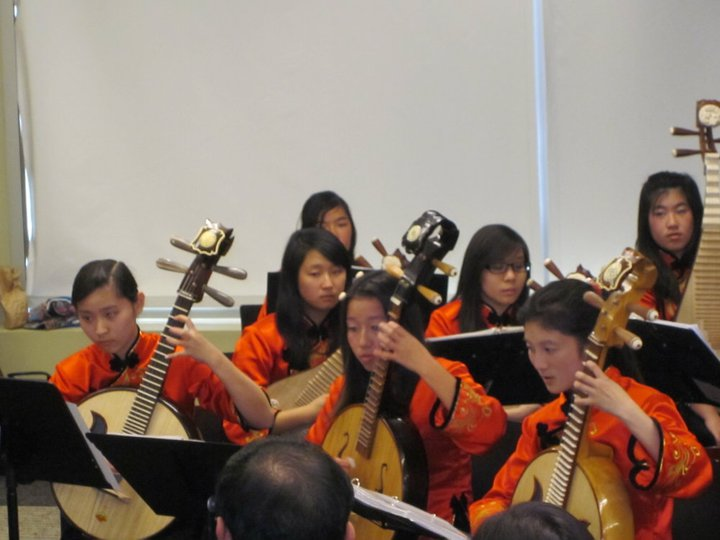
穿秀禾裝演奏國樂
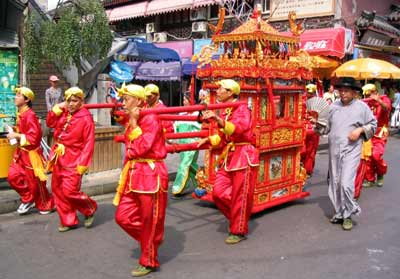
旅遊景點中穿唐裝的轎夫